# خارج از آفریقا (فیلم)
خارج از آفریقا (به انگلیسی: Out of Africa) فیلمی در ژانر زندگینامه‌ای، درام و رمانس به کارگردانی سیدنی پولاک است که در سال ۱۹۸۵ توزیع شد.
این فیلم ۷ جایزهٔ اسکار، از جمله جایزهٔ اسکار بهترین فیلم را در سال ۱۹۸۵ بدست آورد.